# 张家楼抗日遗址
张家楼抗日遗址，位于山东省聊城市茌平县广平乡张家楼，是中华人民共和国山东省文物保护单位之一。
1977年12月23日，授予山东省文物保护单位，是一座革命遗址及革命纪念建筑物。